# Аргентина на зимових Олімпійських іграх 1968
Аргентина на зимових Олімпійських іграх 1968 року, які проходили у французькому Греноблі, була представлена 5 спортсменами (2 чоловіками та 3 жінками) в одному виді спорту: гірськолижний спорт.
Аргентина вп'яте взяла участь у зимовій Олімпіаді. Аргентинські спортсмени не здобули жодної медалі.

## Гірськолижний спорт
| Спосртсмен         | Дисципліна                   | Спуск 1 | Спуск 1 | Спуск 2 | Спуск 2 | Разом   | Разом |
| Спосртсмен         | Дисципліна                   | Час     | Місце   | Час     | Місце   | Час     | Місце |
| ------------------ | ---------------------------- | ------- | ------- | ------- | ------- | ------- | ----- |
| Роберто Тоструп    | швидкісний спуск, чоловіки   |         |         |         |         | 2:17.35 | 57    |
| Густаво Ескерра    | швидкісний спуск, чоловіки   |         |         |         |         | 2:17.11 | 55    |
| Густаво Ескерра    | гігантський слалом, чоловіки | 1:59.60 | 65      | 2:00.51 | 64      | 4:00.11 | 63    |
| Роберто Тоструп    | гігантський слалом, чоловіки | 1:58.92 | 63      | 1:58.70 | 58      | 3:57.62 | 61    |
| Ана Сабіна Науманн | гігантський слалом, жінки    |         |         |         |         | DNF     | –     |
| Гельга Марія Сіста | гігантський слалом, жінки    |         |         |         |         | 2:11.75 | 38    |
| Ірене Вієне        | гігантський слалом, жінки    |         |         |         |         | 2:11.68 | 37    |
| Ірене Вієне        | слалом, жінки                | DSQ     | –       | –       | –       | DSQ     | –     |
| Ана Сабіна Науманн | слалом, жінки                | 53.13   | 33      | 57.04   | 27      | 1:50.17 | 29    |
| Гельга Марія Сіста | слалом, жінки                | 51.98   | 31      | 57.18   | 28      | 1:49.16 | 27    |

| Спортсмен       | Дисципліна       | Гіт 1 | Гіт 1 | Гіт 2   | Гіт 2 | Фінал      | Фінал      | Фінал      | Фінал      | Фінал      | Фінал      |
| Спортсмен       | Дисципліна       | Час   | Місце | Час     | Місце | Час 1      | Місце      | Час 2      | Місце      | Разом      | Місце      |
| --------------- | ---------------- | ----- | ----- | ------- | ----- | ---------- | ---------- | ---------- | ---------- | ---------- | ---------- |
| Роберто Тоструп | слалом, чоловіки | DSQ   | –     | 1:00.80 | 4     | не пройшов | не пройшов | не пройшов | не пройшов | не пройшов | не пройшов |
| Густаво Ескерра | слалом, чоловіки | 57.09 | 3     | 59.96   | 3     | не пройшов | не пройшов | не пройшов | не пройшов | не пройшов | не пройшов |